# Flytande signifikant
Flytande signifikanter eller tomma signifikanter är en term som används inom semiotik för att beteckna signifikanter utan referens, såsom ett ord som inte pekar på ett faktiskt objekt eller som inte har en överenskommen mening.
Termen är myntad av Claude Lévi-Strauss.
Flytande signifikanter skiljer sig från signifikanter med referens, vilka till exempel är personer och händelser med bestämda – eller åtminstone i allmänhet underförstådda – betydelser i ett socialt sammanhang. Ett exempel på en signifikant med referens är Donald Trump och MAGA-rörelsen, som signalerar patriotiska anti-etablissemangs–känslor.[källa behövs]